# Què llegeixes?
Què llegeixes? és una plataforma digital catalana creada el 23 d'abril del 2008 per la Institució de les Lletres Catalanes amb l'objectiu de fomentar la lectura entre la població de Catalunya a través de les xarxes socials i el contingut multimèdia i audiovisual. El gener de 2015, es va fusionar amb la plataforma Llibres per Llegir. Fins a la fusió tenia fins a 23.880 usuaris i 18.080 llibres ressenyats.
La idea original va sorgir a partir d'una primera experiència durant el 2005, Any del Llibre i la Lectura, quan es va posar en marxa el projecte «Què llegeixes? Connecta't als llibres», un joc sobre llibres a internet que va durar tres mesos. La plataforma partia de les mateixes bases que aquell primer projecte tot i oferir moltes més possibilitats.
La plataforma es dividia en tres fòrums; «El Llapis», per a infants de fins a 11 anys; «El boli», per adolescents de 12 a 16 anys, i «La Ploma», per a persones majors de 17 anys. Aquesta divisió permet que cada usuari estigui envoltat per gent de la mateix edat o nivell de maduresa, amb qui poden compartir llibres i opinions. Dintre cada fòrum hi ha un seguit d'espais relacionades amb la lectura: fòrums, recomanacions, jocs i concursos.